# Artoria pruinosa
Artoria pruinosa là một loài nhện trong họ Lycosidae.
Loài này thuộc chi Artoria. Artoria pruinosa được Ludwig Carl Christian Koch miêu tả năm 1877.